# Jan Kreigsman
Jan Kreigsman, född Jan-Anders Krigsman 5 augusti 1947 i Enskede, är en svensk skådespelare och stuntman.

## Filmografi
Roller
- 1971 – Lockfågeln
- 1973 – Smutsiga fingrar
- 1973 – Pappas pojkar, avsnitt 4
- 1973 – Desertören
- 1975 – Skärseld
- 1975 – Maria
- 1977 – 91:an och generalernas fnatt
- 1978 – Skyll inte på mig!

Stunts
- 1971 – Lockfågeln (stunts)
- 1973 – Smutsiga fingrar (stuntregi)
- 1974 – Thriller – en grym film (stuntregi)
- 1987 – Mälarpirater (stuntinstruktör)